# Une question de vie ou de mort
Cet article concerne le film de Michael Powell et Emeric Pressburger. Pour l'album d'Iron Maiden, voir A Matter of Life and Death.
Pour plus de détails, voir Fiche technique et Distribution.
Une question de vie ou de mort (A Matter of Life and Death) est un film de procès britannique réalisé par Michael Powell et Emeric Pressburger, sorti en 1946.

## Synopsis
Pendant la Seconde Guerre mondiale, alors que son bombardier Lancaster est en feu au dessus de la Manche, le commandant Peter Carter envoie un ultime message à la tour de contrôle. June, une jeune Américaine de garde cette nuit-là, est la dernière voix qu'il entendra avant le crash.
Voilà pourtant que Peter Carter surgit de l'eau totalement indemne. Il retrouve June et ils tombent amoureux l'un de l'autre. Lorsque son guide céleste (numéro 71) vient néanmoins lui expliquer, embarrassé, qu'il n'est pas parvenu à le trouver dans le brouillard pour le conduire au paradis des aviateurs et tâche de le convaincre qu'il n'est pas dans l'ordre des choses qu'il soit encore vivant, l'officier refuse de le suivre et conteste la funeste destinée qui lui est imposée. Son refus d'accepter sa mort, maintenant qu'il est tombé amoureux au cours du laps de temps qui lui a été octroyé par erreur, enfreint toutes les règles de l'au-delà. Un procès va se tenir au paradis pour savoir s'il a le droit de rester en vie.

## Fiche technique
- Titre original : A Matter of Life and Death
- Titre français : Une question de vie ou de mort
- Titre américain : Stairway to Heaven
- Réalisation : Michael Powell et Emeric Pressburger
- Scénario : Michael Powell et Emeric Pressburger
- Direction artistique : Alfred Junge
- Costumes : Hein Heckroth
- Photographie : Jack Cardiff
- Opérateurs : Christopher Challis, Geoffrey Unsworth
- Son : C.C. Stevens
- Effets spéciaux : Douglas Woolsey, Henry Harris
- Musique : Allan Gray
- Montage : Reginald Mills
- Production : Michael Powell et Emeric Pressburger
- Production associée : George R. Busb
- Sociétés de production : Archers Film Productions, Independent Producers, The Rank Organisation
- Société de distribution :  Eagle-Lion Distributors Limited ;  Compagnie parisienne de location de films
- Pays d'origine :  Royaume-Uni
- Langues originales : anglais, français, russe
- Format : Couleur (Technicolor) et Noir et blanc — 35 mm — 1,37:1 — son Mono (Western Electric Recording)
- Genre : Fantastique
- Durée : 100 minutes
- Dates de sortie :
  -  Royaume-Uni : 1er novembre 1946
  -  France : 24 juin 1947

## Distribution
- David Niven : Commandant Peter D. Carter
- Kim Hunter : June
- Marius Goring : Guide céleste numéro 71
- Roger Livesey : Docteur Frank Reeves
- Robert Coote : Bob Tropshaw
- Kathleen Byron : l'ange réceptionniste
- Richard Attenborough : un pilote britannique
- Bonar Colleano : un pilote américain
- Joan Maude : l'ange en chef
- Raymond Massey : Abraham Farlan
- Robert Atkins : le pasteur
- Bob Roberts : Docteur Gaertler
- Edwin Max : Docteur McEwen
- Betty Potter : Mrs Tucker
- Abraham Sofaer : le juge et le chirurgien
- Lois Maxwell : une actrice[1]
- Robert Arden : un GI

## Autour du film
À l'origine, Une question de vie ou de mort est un film de commande. Passée la capitulation de 1945, les armées britanniques et américaines occupaient conjointement des territoires européens et les bagarres entre les soldats des deux forces n'étaient pas rares. Aussi l'armée britannique avait-elle commandé aux réalisateurs un film destiné à réhabiliter les relations entre les deux nations.